# ده خیر (ری)
ده خیر، روستایی از توابع بخش قلعه نو شهرستان ری در استان تهران ایران است.

## جمعیت
این روستا در دهستان قلعه نو قرار دارد و براساس سرشماری مرکز آمار ایران در سال ۱۳۸۵، جمعیت آن ۲٬۵۴۲ نفر (۶۴۵خانوار) بوده‌است.